# Iwan Własienko
Iwan Afanasjewicz Własienko, Iwan Opanasowycz Własienko (ros. Иван Афанасьевич Власенко, ukr. Іван Опанасович Власенко ur. 9 grudnia?/22 grudnia 1907 w Dubowiczach, obecnie w rejonie królewieckim w obwodzie sumskim, zm. 29 września 1995 w Kisłowodzku) – radziecki wojskowy, pułkownik, Bohater Związku Radzieckiego (1945).

## Życiorys
Urodził się w ukraińskiej rodzinie chłopskiej. W 1919 skończył niepełną szkołę średnią w Dubowiczach, pracował przy wycince lasu, później na stacjach kolejowych w Królewcu, Konotopie i Romnach. W 1929 został powołany do Armii Czerwonej, w 1933 ukończył zjednoczoną szkołę kawalerii w Borisoglebsku, w 1939 brał udział w bitwie nad Chałchin-Goł. Od sierpnia 1941 uczestniczył w wojnie z Niemcami, walczył na Froncie Karelskim, Południowo-Zachodnim, 3 Ukraińskim i 1 Białoruskim, od 1942 należał do WKP(b). 18 lipca 1944 jako dowódca 137 gwardyjskiego pułku piechoty 47 Gwardyjskiej Dywizji Piechoty 8 Gwardyjskiej Armii 1 Frontu Białoruskiego w stopniu podpułkownika wyróżnił się w walkach w obwodzie wołyńskim, m.in. w walkach o Luboml i w forsowaniu Bugu 18-20 lipca 1944. Po wojnie nadal służył w armii, otrzymał stopień pułkownika, w 1958 został zwolniony do rezerwy.

## Odznaczenia
- Złota Gwiazda Bohatera Związku Radzieckiego (24 marca 1945)
- Order Lenina (dwukrotnie)
- Order Czerwonego Sztandaru (czterokrotnie, m.in. 9 grudnia 1943)
- Order Aleksandra Newskiego (6 maja 1944)
- Order Wojny Ojczyźnianej I klasy (11 marca 1985)
- Order Czerwonej Gwiazdy
- Medal 100-lecia urodzin Lenina
- Medal „Za zwycięstwo nad Niemcami w Wielkiej Wojnie Ojczyźnianej 1941–1945”
- Medal „Za wyzwolenie Warszawy”
- Medal „Za zdobycie Berlina”
- Krzyż Srebrny Orderu Virtuti Militari (Polska Ludowa)

I inne medale ZSRR oraz zagraniczne medale.